# 小行星5247
小行星5247（英語：5247 Krylov）是一颗围绕太阳公转的小行星。1982年10月20日，柳德米拉·卡拉季奇在克里米亚发现了此天体。
这颗小行星的绝对星等为35.7791269429831等。